# تووی‌اسلایزن
تووی‌اسلایزن (به هلندی: Tweesluizen) یک منطقهٔ مسکونی در هلند است که در بورن واقع شده‌است.
نام این روستا به معنای «دو دریچه آب‌بند» است.